# Pauline Hall
Pauline Margrete Hall (Hamar, 2 de agosto de 1890-Oslo, 24 de enero de 1969) fue una compositora y crítica musical noruega. Fue la presidenta fundadora de Ny Musikk (1938-1961) y se desempeñó como presidenta de la Sociedad Internacional para la Música Contemporánea (1952-1953).

## Infancia
Nació en Hamar en Hedmark, Noruega. Era hija de Isak Muus Hall (1849-1914) y Magdalena Catharina Agersborg (1854-1934). Su padre era un farmacéutico que operaba varias farmacias en Hamar, Kabelvåg, Lofoten y Tromsø.
Desde 1908 estudió piano con el compositor y pianista Johan Backer Lunde (1874-1958) en Kristiania (ahora Oslo). Desde 1910 hasta 1912 estudió la teoría y la composición musical de los compositores clásicos y del educador musical Catharinus Elling También realizó una estancia de estudios en París desde 1912 hasta 1914.

## Carrera profesional

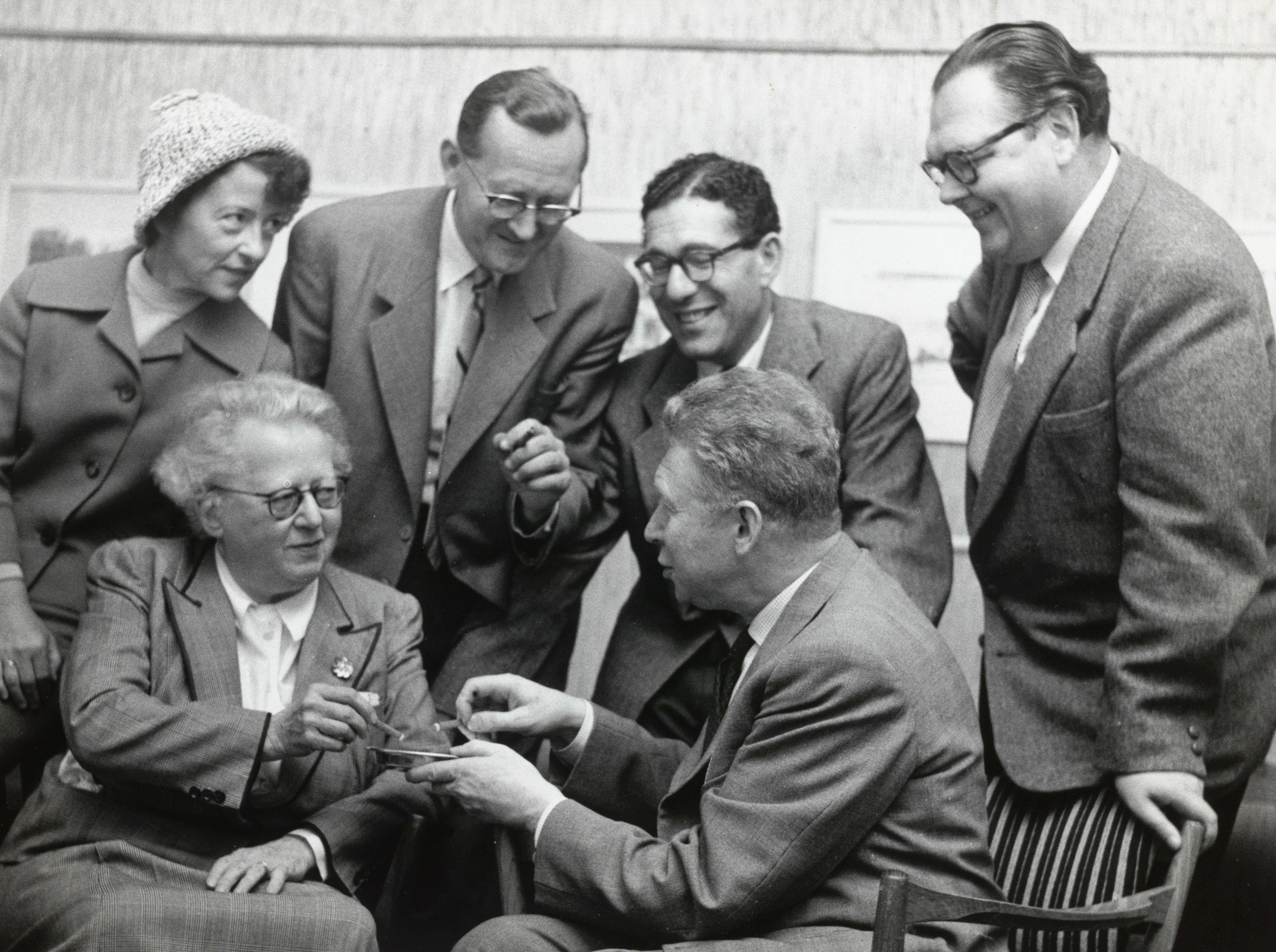
Pauline Hall con miembros directivos de NyMusikk, 1958.

El debut de Hall como compositora se produjo en 1917 con un concierto de larga duración en Oslo que presentaba únicamente sus obras. Fue inicialmente conocida como compositora de romances, pero hoy sus obras orquestales, y en particular la Verlaine Suite de 1929, se destacan como piezas centrales de su producción compositiva. El impresionismo y la literatura francesa resultarían ser fuentes clave de inspiración para Hall, una afluencia que no necesariamente resonaría bien con el sentimiento de romanticismo nacional predominante en la Noruega de los años treinta. A lo largo de su carrera como compositora, Hall encontró el desafío deintroducir nuevos impulsos estilísticos en la escena musical noruega.
Además de su producción orquestal, también compuso una serie de obras corales y música para producciones teatrales. El teatro permaneció cerca de su corazón, y tradujo una serie de obras importantes al noruego, entre ellas Soldier's Tale de Igor Stravinsky y Le Roi David de Arthur Honegger. En 1930, tradujo, escenificó y dirigió The Threepenny Opera (Die Dreigroschenoper) de Bertolt Brecht y Kurt Weill. Además se desempeñó como instructora y directora de su estreno en Oslo.
Escribió música para radio y fundó el quinteto vocal de Pauline Hall en 1932. Entre 1934 y 1964, trabajó como crítica musical para el diario Dagbladet de Oslo. Hall era conocida por sus críticas al diletantismo y a los compositores nacionales superficiales y su promoción de la música moderna.
En 1938 fue la presidenta fundadora de Ny Musikk, la sección noruega de la Sociedad Internacional de Música Contemporánea (ISCM). También se desempeñó como presidenta de la ISCM International desde 1952 hasta 1953 y asumió la dirección del Festival Internacional de Música de la ISCM en Oslo en 1953. Se desempeñó como presidenta de Ny Musikk hasta 1961 cuando fue reemplazada por el compositor Finn Mortensen.

## Vida personal
Pauline Hall recibió la Medalla al Mérito del Rey de oro (Kongens fortjenstmedalje) en 1938. Murió en Oslo y fue sepultada en Vestre Gravlund.

## Obras seleccionadas
Salón compuesto por obras orquestales, teatro y música de cine, música de cámara y obras vocales. Las composiciones seleccionadas incluyen:
- 1929 Verlaine Suite, para orquesta
- 1933 Cirkusbilleder, para orquesta
- 1949 Suite av scenemusikken til «Julius Caesar» på Nationaltheateret,  para orquesta
- 1950 Markisen, ballet, première: 1964, Oslo, Den Norske Opera
- 1947 Ro ro te rara, para coro masculino
- En gutt gikk ut på elskovssti, para coro masculino, con texto de: Gunnar Larsen
- Nachtwandler, en 6 partes (coro y orquesta). Texto: Falke
- Til kongen, para coro mixto
- To Wessel-tekster, (coro masculino), op. 7, texto: Johan Herman Wessel
- 1945 Fangens aftensang, (voz y piano)
- 1961 Fire Tosserier, (voz, piano, clarinete, fagot, trompeta y trompa)
- Du blomst i dug, (voz y piano), texto: Iens Petter Jacobsen
- Rondeau, (voz y piano), texto: E. Solstad
- Tagelied, (voz y orquesta)
- Tango, (voz y orquesta)
- To sanger, (voz y piano), op. 4, texto: Knut Hamsun Auerdahl
- 1945 Suite, para quinteto de vientos wind quintet
- Liten dansesuite, para oboe, clarinete y fagot

Su música ha sido grabada y editada en CD, que incluye:
- Pauline Hall: Verlaine Suite / Julius Caesar Suite / Suite for Winds / 4 Tosserier (26 de junio de 2007) Simax Records / Premiere, ASIN: B000027ALU